# Rafael Mosquera
Rafael Antonio Mosquera Díaz (24 de mayo de 2005) es un futbolista panameño que juega como delantero en el New York Red Bulls II de la MLS Next Pro, cedido por el CD Plaza Amador.

## Trayectoria

### CD Plaza Amador
Se formó en las categorías inferiores del CD Plaza Amador disputando la Liga Prom con el segundo equipo en donde jugó el Torneo Apertura 2021 Liga Prom quedando subcampeón de la conferencia este, fue campeón de la conferencia este y subcampeón del Torneo Clausura 2021 Liga Prom, el Torneo Apertura 2022 Liga Prom. Debutó profesionalmente con el primer equipo el 8 de mayo de 2021 en la derrota 2 a 0 contra el Alianza FC en el Estadio Javier Cruz en donde fue suplente y entró al minutó 63 por Luis Hurtado. Salió campeón con el club del Torneo Apertura 2021 en donde jugó 1 partido. En el Torneo Clausura 2021 jugó 2 partidos llegando hasta los playoff, en el Torneo Apertura 2022 jugó 5 partidos, en el Torneo Clausura 2022 jugó 9 partidos, en el Torneo Apertura 2023 jugó 12 partidos y anotó 1 gol llegando hasta la semifinales.

### New York Red Bulls II
El 22 de julio de 2023 fue anunciado su cesión del CD Plaza Amador al New York Red Bulls II. Su debut con el club fue el 22 de julio de 2023 en la victoria 0 a 2 contra el FC Cincinnati 2 en el NKU Soccer Stadium en donde fue suplente y entró al minutó 62 por Juan Gutiérrez dando una asistencia del segundo gol. En la MLS Next Pro 2023 jugó 10 partidos.

## Selección nacional

### Categorías inferiores
Ha sido convocado por selección sub-20 de Panamá para disputar el Campeonato Sub-20 de la Concacaf de 2022 en donde jugó 4 partidos llegando hasta los cuartos de final. El 30 de mayo de 2022, fue llamado por Jorge Dely Valdés para la selección sub-23 de Panamá para disputar el Torneo Maurice Revello de 2023 celebrado en Francia. Salió campeón de dicho torneo en donde jugó 3 partidos.

### Participaciones en Selección Nacional
| Copa                        | Categoría | Sede     | Resultado        | Partidos | Goles |
| --------------------------- | --------- | -------- | ---------------- | -------- | ----- |
| Campeonato Sub-20 2022      | Sub-20    | Honduras | Cuartos de final | 4        | 0     |
| Torneo Maurice Revello 2023 | Sub-23    | Francia  | Campeón          | 3        | 0     |
| Campeonato Sub-20 2024      | Sub-20    | México   | Tercer lugar     | 5        | 3     |

## Clubes
| Club                  | País           | Año         |
| --------------------- | -------------- | ----------- |
| CD Plaza Amador       | Panamá         | 2021 - 2023 |
| New York Red Bulls II | Estados Unidos | 2023 - act. |

## Palmarés

### Títulos nacionales
| Título           | Club            | País   | Año    |
| ---------------- | --------------- | ------ | ------ |
| Primera División | CD Plaza Amador | Panamá | 2021-A |